# Campeonato Sudamericano 1925
Die Campeonato Sudamericano von 1925 war die neunte Ausspielung  der südamerikanischen Kontinentalmeisterschaft im Fußball und fand vom 29. November bis 25. Dezember zum dritten Mal in Argentinien statt. An diesem Fußballturnier nahmen nur drei Länder teil; dies war die bisher geringste Zahl an Teilnehmern. Es fehlten in diesem Jahr Uruguay aufgrund heftiger interner Verbandsstreitigkeit und Chile aufgrund des schwachen Abschneidens bei der letzten Südamerikameisterschaft 1924.
Die Meisterschaft wurde wie bisher im Ligasystem (Jeder gegen Jeden) ausgetragen. Bei Punktgleichheit auf dem ersten Platz war ein Entscheidungsspiel vorgesehen. Aufgrund der geringen Teilnehmerzahl beschloss man jedoch in diesem Jahr eine Doppelrunde auszuspielen. Alle Spiele wurden in Buenos Aires in den Stadien von Sportivo Barracas und CA Boca Juniors ausgetragen die damals jeweils rund 25.000 Zuschauer fassten.
Südamerikameister 1925 wurde zum zweiten Mal Argentinien.

## Spielergebnisse
| Pl. | Land        | Sp. | S | U | N | Tore    | Diff. | Punkte |
| --- | ----------- | --- | - | - | - | ------- | ----- | ------ |
| 1.  | Argentinien | 4   | 3 | 1 | 0 | 011:400 | +7    | 07:10  |
| 2.  | Brasilien   | 4   | 2 | 1 | 1 | 011:900 | +2    | 05:30  |
| 3.  | Paraguay    | 4   | 0 | 0 | 4 | 004:130 | −9    | 0:80   |

|                   |   |           |           |
| 29. November 1925 |   |           |           |
| Argentinien       | – | Paraguay  | 2:0 (1:0) |
| 6. Dezember 1925  |   |           |           |
| Brasilien         | – | Paraguay  | 5:2 (3:1) |
| 13. Dezember 1925 |   |           |           |
| Argentinien       | – | Brasilien | 4:1 (1:1) |
| 17. Dezember 1925 |   |           |           |
| Brasilien         | – | Paraguay  | 3:1 (1:0) |
| 20. Dezember 1925 |   |           |           |
| Argentinien       | – | Paraguay  | 3:1 (2:1) |
| 25. Dezember 1925 |   |           |           |
| Argentinien       | – | Brasilien | 2:2 (1:2) |

## Beste Torschützen
| Rang | Spieler             | Tore |
| ---- | ------------------- | ---- |
| 1    | Manuel Seoane       | 6    |
| 2    | Nilo Murtinho Braga | 4    |
|      | Severino da Silva   | 4    |
| 4    | Arthur Friedenreich | 2    |
|      | Gerardo Rivas       | 2    |

## Mannschaftsaufgebote
Argentinien
 Américo Miguel Tesoriere (Torwart, Boca Juniors Buenos Aires), Luis Vaccaro (Torwart, Argentinos Juniors Buenos Aires), Ludovico Bidoglio (Boca Juniors Buenos Aires), Roberto Cerrotti (Boca Juniors Buenos Aires), Alejandro De Los Santos (El Porvenir Buenos Aires), Mario Fortunato (Boca Juniors Buenos Aires), Alfredo Garassini (Boca Juniors Buenos Aires), Juan Carlos Irurieta (Argentino Quilmes), Ángel Médici (Boca Juniors Buenos Aires), Ramón Alfredo Muttis (Boca Juniors Buenos Aires), Martín Sánchez (Colon Santa Fe), Manuel Seoane (El Porvenir Buenos Aires), Domingo Alberto Tarasconi (Boca Juniors Buenos Aires), Luis Vaccaro (Argentinos Juniors Buenos Aires)
Spielertrainer: Américo Miguel Tesoriere
Argentinien konnte die Abwesenheit des großen Rivalen aus Uruguay nutzen und zum zweiten Mal die "Copa" gewinnen. Entscheidend war ein klarer 4:1-Erfolg im ersten Duell mit Brasilien. Im zweiten Duell geriet der Turniersieg allerdings noch einmal in Gefahr. Die Mannschaft lag zur Halbzeitpause mit 1:2 gegen Brasilien im Hintertreffen und eine Niederlage hätte ein Entscheidungsspiel bedeutet. Doch Torschützenkönig Manuel Seoane erlöste die Argentinier mit dem Ausgleichstreffer und der Turniersieg ging nach Argentinien.
 Brasilien
José Lodi Batalha (Flamengo Rio de Janeiro), Tuffy Neugen (Torwart, CF Sírio Libanês), Clodô Clodôaldo Caldeira (Club Athletico Paulistano), Filó Anfilogino Marques (Paulistano Sao Paulo), Floriano Peixoto Correa (Fluminense Rio de Janeiro), Fortes (Fluminense Rio de Janeiro), Arthur Friedenreich (Paulistano Sao Paulo), Hélcio de Paiva (Flamengo Rio de Janeiro), Lagarto Severino Da Silva (Fluminense Rio de Janeiro), Moderato (Flamengo Rio de Janeiro), Carlos de Oliveira Nascimento (Fluminense Rio de Janeiro), Nilo Braga (Fluminense Rio de Janeiro), Pamplona (Botafogo Rio de Janeiro), Orlando Pennaforte de Araujo (Flamengo Rio de Janeiro), José Rueda (Corinthians São Paulo), Russinho (CR Vasco da Gama)
Trainer: Joaquim Guimarães
Brasilien konnte bei dieser "Copa" überzeugen. Nach einjähriger Abwesenheit und ohne uruguayische Beteiligung wurden sie zum großen Rivalen der Argentinier. Im ersten Vergleich mit dem Gastgeber noch chancenlos, hätten die Brasilianer das Endergebnis im zweiten Duell fast noch gekippt. Am Ende blieb ein guter zweiter Platz. Insbesondere in den Duellen mit Paraguay konnte Brasilien eindeutig belegen, dass sie die Nummer drei im südamerikanischen Fußball zu dieser Zeit waren.
 Paraguay
 Modesto Denis (Torwart), Carlos Torres (Torwart), Abdon Benítez-Casco, Bartolomé Brizuela, Ramón Casco, Eusebio Díaz, Diógenes Domínguez, Manuel Fleitas-Solich, Luis Fretes, Delix López de Filippis, César Mena-Porta, Silvio Molinas, Gaspar Nessi, Lino Nessi, Julio Ramírez, Gerardo Rivas
Spielertrainer: Manuel Fleitas-Solich
Paraguay enttäuschte auf ganzer Linie. Sah es noch bei den letzten Turnieren so aus, als wenn Paraguay zu einer ernsthaften Konkurrenz für Uruguayer und Argentinier werden und Brasilien als dritte südamerikanische Fußballmacht verdrängen könnte, so wurde nach den vier klaren Niederlagen deutlich, dass man bei diesem Turnier den Anschluss verloren hatte. Insbesondere die beiden glatten Niederlagen gegen Brasilien waren aus paraguayischer Sicht sehr enttäuschend.
kursiv = "Künstlernamen"